# Pentozy
Pentozy — rodzina organicznych związków chemicznych, cukry proste zawierające pięć atomów węgla w cząsteczce.
Do pentoz należą:
- składniki kwasów nukleinowych:
  - ryboza – występuje np. w rybonukleozydach, rybonukleotydach i RNA
  - deoksyryboza – występuje np. w deoksyrybonukleozydach, deoksyrybonukleotydach i DNA
- inne[2][3]:
  - arabinoza – występuje w gumie arabskiej i innych w gumach roślinnych, składnik glikoprotein
  - ksyloza – występuje w gumach roślinnych, składnik glikoprotein
  - liksoza – występuje w mięśniu sercowym, składnik liksoflawiny
  - rybuloza – metabolit pośredni w szlaku pentozofosforanowym
  - ksyluloza – izomer L to metabolit pośredni w szlaku kwasu uronowego

## Struktury pentoz
Pentozy, jak wszystkie cukry, mogą mieć konfigurację D (najczęściej spotykane naturalnie) lub L. W zależności od położenia grupy karbonylowej należą do grupy aldoz (aldopentozy) lub ketoz (ketopentozy). 
| D-arabinoza | D-liksoza | D-ryboza | D-ksyloza |
| L-arabinoza | L-liksoza | L-ryboza | L-ryboza  |

| D-rybuloza | D-ksyluloza |
| L-rybuloza | L-ksyluloza |

W formie cyklicznej mogą ponadto występować jako pięcioczłonowe furanozy lub sześcioczłonowe piranozy, a każda forma cykliczna może mieć formę anomeru α lub β. W roztworze są one w stanie równowagi, o różnej zawartości każdego izomeru; np. dla rybozy w D2O 76% to piranoza, dla której α/β = 1:2. 

Cztery izomery cyklicznej D-pentozy na przykładzie D-rybozy